# 201e division côtière
Pour les articles homonymes, voir 201e division.
La 201e division côtière (201ª Divisione Costiera) était une division d'infanterie de l'armée italienne pendant la Seconde Guerre mondiale. La division était basée dans le sud de la France avant d'être ramené à Gênes (en Italie) jusqu'à la capitulation italienne aux Alliés en septembre 1943.
Les divisions côtières étaient des divisions de deuxième ligne, généralement formées d'hommes dans la quarantaine et la cinquantaine destinés à effectuer des tâches ouvrières. Les hommes recrutés localement étaient souvent commandés par des officiers appelés à la retraite. Leurs équipements étaient également de basse qualité.

## Ordre de bataille
- 55e régiment d'infanterie côtier
- 131e régiment d'infanterie côtier
- 201e régiment d'artillerie côtier